# Sensocentrisme

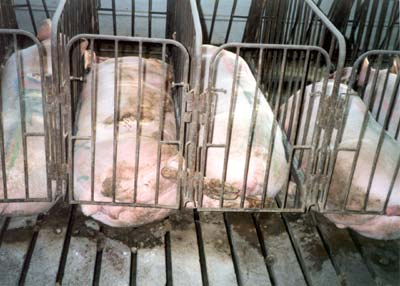
Les truges en gàbies de gestació. Els sensocentristes creuen que l'explotació d'animals no humans és com l'explotació humana.

Sensocentrisme descriu la teoria que els individus sensibles són el centre de la preocupació moral. Tots i només els éssers sensibles (animals que percebin, inclosos els éssers humans) tenen un valor intrínsec i prestigi moral, i la resta del món natural té un valor instrumental. Els éssers humans i altres animals sensibles tenen drets i / o interessos que s'han de tenir en compte.
Els sensocentristes consideren que la discriminació dels éssers sensibles d'altres espècies és l'especisme, una discriminació arbitrària. Per tant, el sensocentrisme coherent significa prendre en consideració i respectar tots els animals sensibles.

## Història del terme
El criteri utilitarista de la integritat moral és, per tant, tots i només els éssers sensibles (sensocentrisme). El filòsof del segle xviii Jeremy Bentham va compilar creences il·luministes a Introduction to the Principles of Morals and Legislation (segona edició, 1823, capítol 17, peu de pàgina), i que incloïa al seu propi raonament en una comparació entre l'esclavitud i el sadisme amb els animals:
| « | Els francesos ja han descobert que la negror de la pell no és una raó perquè un ésser humà ha de ser abandonat sense reparació al caprici d'un torturador [vegeu el Code Noir de Lluís XIV] ... Quina altra cosa és el que s'ha de traçar la insuperable línia? És la facultat de la raó, o, potser, la facultat de discurs? Però un cavall en plena maduresa o un gos, està més enllà de la comparació d'un més racional, així com un animal més conversable, que un nadó d'un dia, o una setmana o fins i tot un mes, vell. Però suposem que el cas fos d'una altra manera, quin seria profit? 'La qüestió no és ¿poden raonar? ni ¿poden parlar?, sinó ¿poden patir? | » |

Peter Singer, a A Utilitarian Defense of Animal Liberation (pàg. 73-82); Tom Regan, a The Radical Egalitarian Case for Animal Rights (pàg. 82-90) i Warren, a A Critique of Regan's Animal Rights Theory (pàg. 90-97) ells parlen de sentiocentrisme.
El sensocentrisme és un terme que figura a l'Encyclopedia of Animal Rights and Animal Welfare, editat per Marc Bekoff.